# Пуцзян (Цзиньхуа)
Пуцзя́н (кит. упр. 浦江, пиньинь Pǔjiāng) — уезд городского округа Цзиньхуа провинции Чжэцзян (КНР).

## История
В античные времена на этих землях находился уезд Фэнъань (丰安县).
Во времена империи Тан в 754 году был создан уезд Пуян (浦阳县). В 910 году, когда эти земли входили в состав государства Уюэ, он был переименован в Пуцзян.
После образования КНР в 1949 году был образован Специальный район Цзиньхуа (金华专区), и уезд вошёл в его состав. В 1960 году уезд Пуцзян был расформирован, а его территория была разделена между уездами Ланьси и Иу, но в 1966 году он был воссоздан.
В 1973 году Специальный район Цзиньхуа был переименован в Округ Цзиньхуа (金华地区).
В мае 1985 года постановлением Госсовета КНР округ Цзиньхуа был разделён на городские округа Цзиньхуа и Цюйчжоу; уезд вошёл в состав городского округа Цзиньхуа.

## Административное деление
Уезд делится на 3 уличных комитета, 7 посёлков и 5 волостей.